# Andris Šics
Andris Šics (Sigulda, 12 mei 1985) is een Letse rodelaar. Hij vertegenwoordigde zijn vaderland op de Olympische Winterspelen van 2006, 2010 en 2014. Hij is de jongere broer van rodelaar Juris Šics, met wie hij samen een dubbel vormt.

## Carrière
Šics begin zijn internationale carrière in het seizoen 2004/2005 als dubbel met zijn broer Juris. Op de wereldkampioenschappen rodelen 2005 in Park City eindigden ze op de tiende plaats, in de landenwedstrijd eindigden ze samen met Anna Orlova en Mārtiņš Rubenis op de tiende plaats. In Winterberg nam hij samen met zijn broer deel aan de Europese kampioenschappen rodelen 2006. Op dit toernooi eindigden ze op de vijfde plaats, samen met Mārtiņš Rubenis en Anna Orlova veroverden ze de bronzen medaille in de landenwedstrijd. Tijdens de Olympische Winterspelen van 2006 in Turijn eindigde hij samen met zijn broer op de zevende plaats.
Op de wereldkampioenschappen rodelen 2007 in Igls eindigden de broers Šics op de tiende plaats, samen met Maija Tīruma en Mārtiņš Rubenis eindigde ze als zesde in de landenwedstrijd. In Cesana nam hij samen met zijn broer deel aan de Europese kampioenschappen rodelen 2008. Op dit toernooi eindigden ze op de zevende plaats, samen met Mārtiņš Rubenis en Maija Tīruma werden ze Europees kampioen op de estafette. Tijdens de wereldkampioenschappen rodelen 2008 in Oberhof eindigde hij samen met zijn broer op de achttiende plaats, op de estafette sleepten ze samen met Maija Tīruma en Guntis Rēķis de bronzen medaille in de wacht. Op de wereldkampioenschappen rodelen 2009 in Lake Placid eindigden de broers Šics op de negentiende plaats, samen met Maija Tīruma en Guntis Rēķis legden ze beslag op de bronzen medaille in de landenwedstrijd. In Sigulda nam hij samen met zijn broer deel aan de Europese kampioenschappen rodelen 2010. Op dit toernooi eindigden ze op de vierde plaats, samen met Mārtiņš Rubenis en Anna Orlova werden ze Europees kampioen op de estafette. Tijdens de Olympische Winterspelen van 2010 in Vancouver veroverde hij samen met zijn broer de zilveren medaille.
Op de wereldkampioenschappen rodelen 2011 in Cesana sleepten de broers Šics de bronzen medaille in de wacht. In Paramonovo nam hij samen met zijn broer deel aan de Europese kampioenschappen rodelen 2012. Op dit toernooi eindigden ze op de zevende plaats, op de estafette eindigden ze samen met Elīza Tīruma en Kristaps Maurins op de zesde plaats. Tijdens de wereldkampioenschappen rodelen 2012 in Altenberg eindigde hij samen met zijn broer op de negende plaats, op de estafette eindigden ze samen met Maija Tīruma en Inārs Kivlenieks op de zevende plaats. Op de Europese kampioenschappen rodelen 2013 in Oberhof eindigden de broers Šics op de elfde plaats, samen met Elīza Tīruma en Inārs Kivlenieks eindigden ze als vierde op de estafette. In Whistler nam hij samen met zijn broer deel aan de wereldkampioenschappen rodelen 2013. Op dit toernooi eindigden ze op de zesde plaats, op de estafette veroverden ze samen met Elīza Tīruma en Inārs Kivlenieks de bronzen medaille. Op de Europese kampioenschappen rodelen 2014 in Sigulda eindigden de broers Šics op de vijfde plaats, samen met Elīza Tīruma en Mārtiņš Rubenis sleepten ze de zilveren medaille in de wacht op de estafette. Tijdens de Olympische Winterspelen van 2014 in Sotsji veroverde hij samen met zijn broer de bronzen medaille, op de estafette legden ze samen met Elīza Tīruma en Mārtiņš Rubenis beslag op de bronzen medaille.

## Resultaten

### Olympische Winterspelen
| Jaar | Plaats    | Resultaten          |
| ---- | --------- | ------------------- |
| 2006 | Turijn    | 7e Dubbels          |
| 2010 | Vancouver | Dubbels             |
| 2014 | Sotsji    | Dubbels · Estafette |

### Wereldkampioenschappen
| Jaar | Plaats      | Resultaten              |
| ---- | ----------- | ----------------------- |
| 2005 | Park City   | 10e Dubbels 10e Team    |
| 2007 | Igls        | 10e Dubbels 6e Team     |
| 2008 | Oberhof     | 18e Dubbels · Estafette |
| 2009 | Lake Placid | 19e Dubbels · Estafette |
| 2011 | Cesana      | Dubbels                 |
| 2012 | Altenberg   | 9e Dubbels 7e Estafette |
| 2013 | Whistler    | 6e Dubbels · Estafette  |

### Europese kampioenschappen
| Jaar | Plaats     | Resultaten               |
| ---- | ---------- | ------------------------ |
| 2006 | Winterberg | 5e Dubbels · Team        |
| 2008 | Cesana     | 7e Dubbels · Estafette   |
| 2010 | Sigulda    | 4e Dubbels · Estafette   |
| 2012 | Paramonovo | 7e Dubbels 6e Estafette  |
| 2013 | Oberhof    | 11e Dubbels 4e Estafette |
| 2014 | Sigulda    | 5e Dubbels · Estafette   |

### Wereldbeker
Eindklasseringen
| Seizoen   | Plaats |
| --------- | ------ |
| 2004/2005 | 14e    |
| 2005/2006 | 9e     |
| 2006/2007 | 8e     |
| 2007/2008 | 12e    |
| 2008/2009 | 9e     |
| 2009/2010 | 7e     |
| 2010/2011 | 7e     |
| 2011/2012 | 16e    |
| 2012/2013 | 6e     |
| 2013/2014 | 9e     |